# 城关镇 (南召县)
城关镇，是中华人民共和国河南省南阳市南召县下辖的一个乡镇级行政单位。

## 行政区划
城关镇下辖以下地区：
北外社区、西北社区、东北社区、中华社区、民主社区、南外社区和沙坪村。